# 10463 Bannister
10463 Bannister eller 1979 MB9 är en asteroid i huvudbältet som upptäcktes den 25 juni 1979 av de båda amerikanska astronomerna Eleanor F. Helin och Schelte J. Bus vid Siding Spring-observatoriet. Den är uppkallad efter astronomen Michele Bannister.
Asteroiden har en diameter på ungefär 11 kilometer och den tillhör asteroidgruppen Themis.